# Paul Hunter (regisseur)

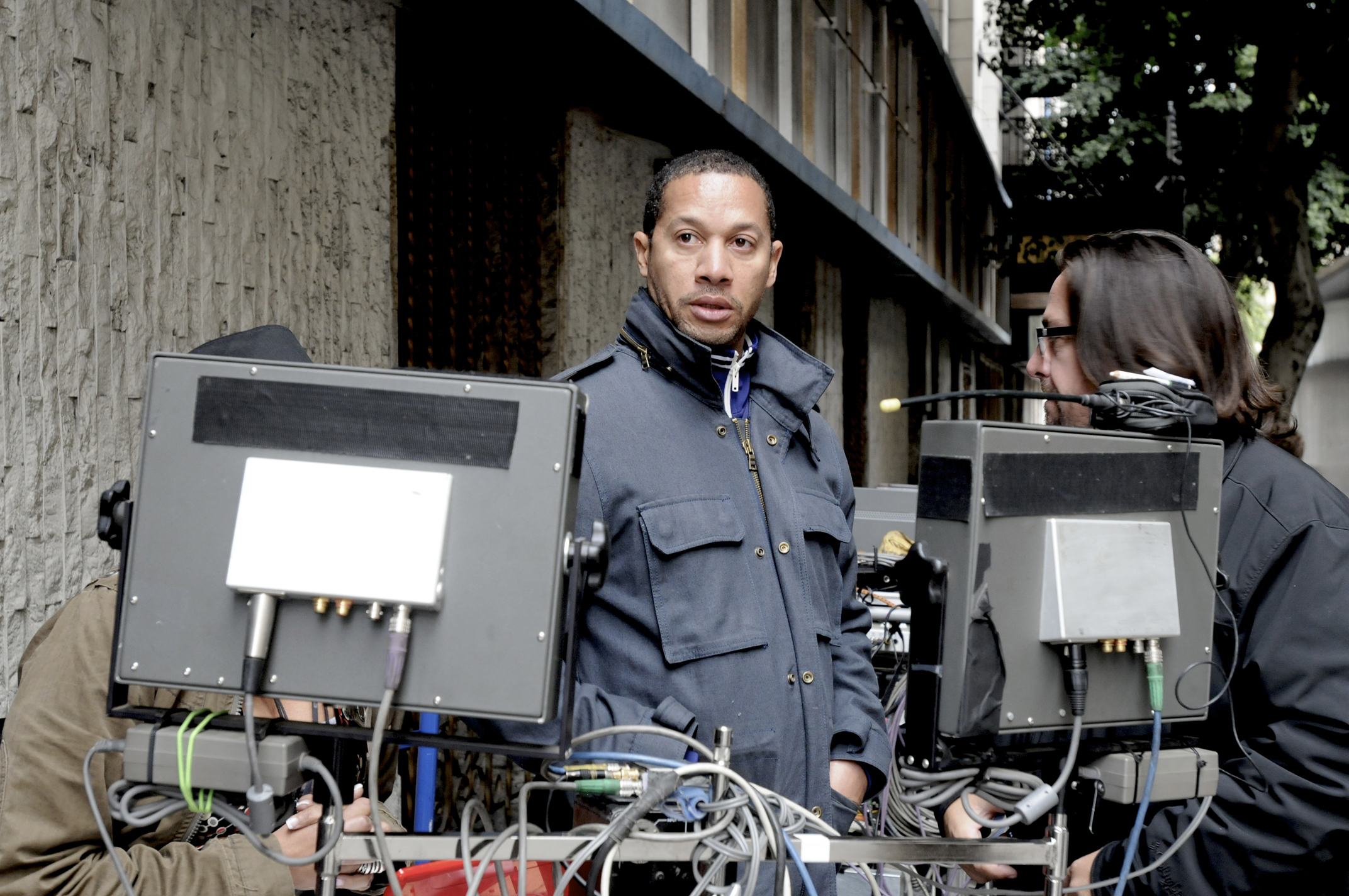
Paul Hunter

Paul Hunter is een Amerikaanse videoclipregisseur. Net als zijn tijdgenoot Hype Williams is Paul Hunter bekend van zijn high-budget en visueel hoogstaande video's voor popmuziek singles. Hij heeft gewerkt met veel bekende muziekartiesten en heeft meer dan 100 clips geregisseerd. Voor TV maakte hij een aantal commercials, waarvan de Nike's Freestyle commercial een Emmy-nominatie kreeg.
Paul Hunter volgde aan Cal State Northridge de studie Radio, TV & Film.

## Videoclips
1996
- Aaliyah "One in a Million"
- Aaliyah feat. Ginuwine, Missy Elliott & Timbaland "One in a Million [Remix]"
- Aaliyah "Got To Give It Up"

1997
- Mariah Carey - "Honey"7
- Erykah Badu - "On & On"7 9
- Whitney Houston - "Step by Step"
- Mary J. Blige - "Love Is All We Need"
- LL Cool J - "Phenomenom"
- Notorious B.I.G feat. Puff Daddy - "Hypnotize"3
- Snoop Dogg feat Teena Marie and Charlie Wilson - "Vapors"

1998
- Puff Daddy - "It's All About The Benjamins"5
- Missy Elliott feat. Timbaland & Mocha - "Hit 'Em Wit da Hee"
- Usher - "My Way"
- Brandy feat. Mase - "Top of the World"
- Janet Jackson - "I Get Lonely"
- Marilyn Manson - "The Dope Show"2
- Hole - "Malibu"10
- Busta Rhymes - "Turn It Up (Remix) - Fire It Up"
- Whitney Houston feat.Faith Evans & Kelly Price - "Heartbreak Hotel"9

1999
- Marilyn Manson - "I Don't Like the Drugs (But the Drugs Like Me)"
- Will Smith's "Wild Wild West"5
- TLC - "Unpretty"
- Jennifer Lopez - "If You Had My Love"7
- Lenny Kravitz - "Fly Away"8

2000
- Kelis - "Get Along With You"
- D'Angelo - "Untitled (How Does It Feel)"5 6 8 9
- Christina Aguilera - "Come On Over Baby (All I Want Is You)"
- Jennifer Lopez - "Feelin' So Good"
- Eminem - "The Way I Am"

2001
- Michael Jackson - "You Rock My World"
- Aaliyah - "We Need A Resolution"
- Jennifer Lopez - "Love don't cost a thing"7
- Lenny Kravitz - "Again"8
- Christina Aguilera, Lil' Kim, Mýa & Pink - "Lady Marmalade"1
- Jay-Z feat. R.Kelly - Guilty Until Proven Innocent

2003
- Ashanti - "Rock Wit You (Awww Baby)"9
- Eminem - "Superman"
- Britney Spears feat. Madonna - "Me Against the Music"
- Justin Timberlake - "Senorita"8
- Justin Timberlake - "I'm Lovin' It"
- Kelis - "Milkshake" (niet-uitgebrachte versie)
- Pharrell Williams feat. Jay-Z - "Frontin'"

2004
- Mos Def - "Sex, Love & Money"

2005
- Snoop Dogg feat. Justin Timberlake - "Signs"
- Gwen Stefani - "Hollaback Girl"4 5 7
- Pharrell Williams feat. Gwen Stefani - "Can I Have It Like That"
- Mariah Carey - "Don't Forget About Us"
- The Pussycat Dolls feat. Busta Rhymes - "Don't Cha"
- Will Smith - "Switch"
- Will Smith - "Party Starter"
- Stevie Wonder - "So What The Fuss"

2006
- Mariah Carey feat. Snoop Dogg - "Say Somethin'"
- Mary J. Blige with U2 - "One"

- 1 :Won award voor Best Video of the Year
- 2 :Won award voor Best Cinematography
- 3 :Won award voor Best Rap Video
- 4 :Won award voor Best Choreography
- 5 :Was genomineerd voor Best Video of the Year
- 6 :Was genomineerd voor Best Direction
- 7 : Was genomineerd voor Best Female Video
- 8 : Was genomineerd voor Best Male Video
- 9 : Was genomineerd voor Best R&B Video
- 10 : Was genomineerd voor Best Cinematography